# Melanaphis luzulella
Melanaphis luzulella är en insektsart som först beskrevs av Hille Ris Lambers 1947.  Melanaphis luzulella ingår i släktet Melanaphis och familjen långrörsbladlöss. Arten är reproducerande i Sverige. Inga underarter finns listade i Catalogue of Life.